# Gainneville
Gainneville és un municipi francès situat al departament del Sena Marítim i a la regió de Normandia. L'any 2007 tenia 2.612 habitants.

## Demografia

### Població
El 2007 la població de fet de Gainneville era de 2.612 persones. Hi havia 868 famílies de les quals 104 eren unipersonals (40 homes vivint sols i 64 dones vivint soles), 272 parelles sense fills, 444 parelles amb fills i 48 famílies monoparentals amb fills.
La població ha evolucionat segons el següent gràfic:
Habitants censats

### Habitatges
El 2007 hi havia 905 habitatges, 872 eren l'habitatge principal de la família, 1 era una segona residència i 32 estaven desocupats. 861 eren cases i 43 eren apartaments. Dels 872 habitatges principals, 757 estaven ocupats pels seus propietaris, 107 estaven llogats i ocupats pels llogaters i 8 estaven cedits a títol gratuït; 3 tenien una cambra, 14 en tenien dues, 87 en tenien tres, 267 en tenien quatre i 501 en tenien cinc o més. 725 habitatges disposaven pel capbaix d'una plaça de pàrquing. A 332 habitatges hi havia un automòbil i a 496 n'hi havia dos o més.

### Piràmide de població
La piràmide de població per edats i sexe el 2009 era:
| Homes | Edats   | Dones |
| ----- | ------- | ----- |
| 0     | 95 o +  | 0     |
| 4     | 90 a 94 | 0     |
| 0     | 85 a 89 | 8     |
| 4     | 80 a 84 | 8     |
| 16    | 75 a 79 | 16    |
| 24    | 70 a 74 | 28    |
| 44    | 65 a 69 | 36    |
| 36    | 60 a 64 | 24    |
| 36    | 55 a 59 | 40    |
| 92    | 50 a 54 | 84    |
| 96    | 45 a 49 | 116   |
| 168   | 40 a 44 | 116   |
| 100   | 35 a 39 | 140   |
| 72    | 30 a 34 | 80    |
| 24    | 25 a 29 | 52    |
| 68    | 20 a 24 | 52    |
| 116   | 15 a 19 | 136   |
| 148   | 10 a 14 | 140   |
| 80    | 5 a 9   | 88    |
| 48    | 0 a 4   | 52    |

## Economia
El 2007 la població en edat de treballar era de 1.798 persones, 1.295 eren actives i 503 eren inactives. De les 1.295 persones actives 1.191 estaven ocupades (645 homes i 546 dones) i 104 estaven aturades (38 homes i 66 dones). De les 503 persones inactives 167 estaven jubilades, 177 estaven estudiant i 159 estaven classificades com a «altres inactius».

### Ingressos
El 2009 a Gainneville hi havia 913 unitats fiscals que integraven 2.666 persones, la mediana anual d'ingressos fiscals per persona era de 20.490 €.

### Activitats econòmiques
Dels 84 establiments que hi havia el 2007, 2 eren d'empreses alimentàries, 1 d'una empresa de fabricació de material elèctric, 4 d'empreses de fabricació d'altres productes industrials, 10 d'empreses de construcció, 20 d'empreses de comerç i reparació d'automòbils, 8 d'empreses de transport, 4 d'empreses d'hostatgeria i restauració, 3 d'empreses financeres, 6 d'empreses immobiliàries, 6 d'empreses de serveis, 12 d'entitats de l'administració pública i 8 d'empreses classificades com a «altres activitats de serveis».
Dels 18 establiments de servei als particulars que hi havia el 2009, 1 era una oficina de correu, 2 tallers de reparació d'automòbils i de material agrícola, 2 guixaires pintors, 4 fusteries, 4 empreses de construcció, 2 perruqueries, 2 restaurants i 1 agència immobiliària.
Dels 7 establiments comercials que hi havia el 2009, 1 era un hipermercat, 2 fleques, 1 una fleca, 1 una botiga de mobles, 1 una botiga de material de revestiment de parets i terra i 1 un drogueria.
L'any 2000 a Gainneville hi havia 6 explotacions agrícoles que ocupaven un total de 234 hectàrees.

## Equipaments sanitaris i escolars
El 2009 hi havia 1 hospital de tractaments de mitja durada (seguiment i rehabilitació) i 1 farmàcia.
El 2009 hi havia 1 escola maternal i 1 escola elemental.

## Poblacions més properes
El següent diagrama mostra les poblacions més properes.